# Florinda (opera teatrale)
La Florinda è una tragedia in cinque atti di Giovan Battista Andreini, rappresentata per la prima volta a Firenze nel 1603 e pubblicata a Genova l'anno successivo.
Nella dedica a La saggia egiziana, si apprende che la prima edizione presentava diversi errori di stampa negli atti IV e V, tanto che l'autore ne fece bruciare 500 copie. 
Il ruolo della protagonista era assegnato a Virginia Ramponi, moglie di Andreini.
Nel 1606 viene ristampata a Milano, appresso Girolamo Bordone, in –4°, accresciuta di 7 sonetti, 2 brevi componimenti in versi latini di alcuni accademici Spensierati ed un sonetto di Virginia Ramponi.
L'illustrazione posta sul frontespizio dell'edizione del 1606, mostra come la messa in scena non richiedesse cambiamenti durante la rappresentazione, essendo i tre luoghi in cui si svolge l'azione presenti sul palco: al centro un grande castello, simile alla struttura della scena elisabettiana, con due porte, un balcone e numerose finestre. Da una parte un tempio circolare pseudoclassico, circondato da colonne, e dall'altra parte una capanna rustica posta di fronte ad una cascata.

## Trama
L'azione si svolge in Scizia. Florinda, moglie di un Re Ircano, a causa dell'errata interpretazione di un oracolo, causa la morte violenta del marito e del figlio Eginio.